# Еквадор на Светском првенству у атлетици у дворани 1991.
Еквадор је други пут учествовао на Светском првенству у атлетици у дворани 1991. одржаном у Севиљи 8. до 10. марта. Репрезентацију Еквадора представљала су 2 такмичара (1 мушкарац у 1 жена), који се такмичили у 2 дисциплине (1 мушка и 1 женска).
Такмичари Еквадора нису освојили ниједну медаљу али су оборили рекорде континента.

## Учесници
| Мушкарци: - Џеферсон Перез — 5.000 м ходање | Жене: - Мирјам Рамон — 3.000 м ходање |  |

## Резултати

### Мушкарци
| Атлетичар      | Дисциплина     | Лични рекорд | Квалификације    | Квалификације | Финале   | Финале       | Детаљи                                  |
| Атлетичар      | Дисциплина     | Лични рекорд | Резултат         | Место         | Резултат | Место        | Детаљи                                  |
| -------------- | -------------- | ------------ | ---------------- | ------------- | -------- | ------------ | --------------------------------------- |
| Џеферсон Перез | 5.000 м ходање |              | 20:19,91 ЈАР, НР | 6. у гр. 1 КВ | 20:20,05 | 10 / 12 (20) | Архивирано на веб-сајту (24. март 2016) |

### Жене
| Атлетичарка  | Дисциплина     | Лични рекорд | Квалификације    | Квалификације | Финале           | Финале       | Детаљи                                     |
| Атлетичарка  | Дисциплина     | Лични рекорд | Резултат         | Место         | Резултат         | Место        | Детаљи                                     |
| ------------ | -------------- | ------------ | ---------------- | ------------- | ---------------- | ------------ | ------------------------------------------ |
| Мирјам Рамон | 3.000 м ходање |              | 13:25,13 ЈАР, НР | 6. у гр. 2 КВ | 13:24,95 ЈАР, НР | 10 / 10 (19) | Архивирано на веб-сајту (22. фебруар 2017) |